# Pierre Lanssel
Pierre Lanssel est un jésuite, né à Gravelines et mort à Madrid en 1632.

## Biographie
On ne sait pas grand-chose du père Lanssel, sinon qu'il fut admis au noviciat des Jésuites en 1598 et que, dans sa jeunesse, il a dû voyager pour visiter de nombreuses bibliothèques et acquérir de sérieuses connaissances patrologiques.
Philippe IV le fit venir à Madrid pour y enseigner les langues orientales. Il passa ainsi l'essentiel de sa vie en Espagne, sans que l'on puisse préciser ses occupations.
Toute sa réputation tient à sa monumentale édition de Denys l'Aréopagite, accompagnée d'une traduction latine qui fit longtemps autorité. Elle est accompagnée d'une biographie, des scolies de Maxime (qui sont ici traduites en latin pour la première fois) et de la paraphrase de Georges Pachymères sur les Épîtres. L'édition originale de 1615 est très rare. On trouve plus fréquemment une réédition de 1644, augmentée de divers textes, généralement en deux volumes in-folio. Les Scholies et la Paraphrase ont été réimprimées au XIXe siècle dans la Patrologie grecque de l'abbé Migne.
On connaît également de Lanssel une Dispunctio, controverse assez vive quoique fort érudite avec Casaubon à propos de saint Justin, imprimée au XVIIe siècle dans diverses éditions de Justin.